# سييدا (بونتيفيدرا)
بلدية سييدا (بالإسبانية: Silleda) هي بلدية تقع في مقاطعة بونتيفيدرا التابعة لمنطقة غاليسيا شمال غرب إسبانيا.

## الديموغرافيا
يبلغ عدد سكان بلدية سييدا 9.199 نسمة عام 2011 (وفقاً للمعهد الوطني للإحصاء الإسباني).
| 9.527 | 9.297 | 9.099 | 9.097 | 9.053 | 9.248 | 9.199 |